# 哈姆拉內高地
72°32′S 0°36′E / 72.533°S 0.600°E
哈姆拉內高地（德語：Hamrane），是南極洲的高地，位於毛德皇后地的瑪塔公主海岸，屬於斯維爾德魯普山脈的一部分，由德國探險隊拍攝空中照片，現時由南極條約體系管理。